# Nie ma takiego numeru
Nie ma takiego numeru – polski film niezależny z 2005 roku w reżyserii Bartosza Brzeskota.
Komedia kryminalna, która jest wariacją na temat takich tytułów jak Vabank, Żądło czy Ocean’s Eleven: Ryzykowna gra.

## Opis fabuły
Opowieść o grupie przyjaciół decydujących się na skok życia – opróżnienie sejfu kasyna, które zajmuje się praniem pieniędzy pochodzących z nielegalnej działalności skorumpowanego świata polityki i władzy. Żeby ominąć zabezpieczenia projektowane przez największych włamywaczy i w efekcie okraść złodzieja większego od siebie, trzeba stworzyć nadzwyczajny zespół, a przede wszystkim mieć precyzyjny plan.

## Obsada
- Marcel Wiercichowski – Melchior
- Bogusław Semotiuk – Hrabia
- Agnieszka Ćwik – Szpula
- Piotr Plewa – Peter
- Tomasz Wywioł – Gruby
- Jan Nowicki – Szuler
- Jan Machulski – Kwintowski
- Mariusz Pudzianowski – Siłacz
- Dariusz Starczewski – Hiszpan
- Bartosz Brzeskot – Koniakowski
- Grzegorz Peksa – Bobas
- Agnieszka Grzybowska – pani psycholog
- Agnieszka Pawlak – recepcjonistka
- Ireneusz Kaskiewicz – Prosiak
- Edward Żentara – ordynator
- Albert Osik – Albi
- Krzysztof Pyziak – Kris
- Wojciech Broda-Żuławski – ojciec Szpuli
- Jerzy Karnicki – porucznik
- Józef Kompacz – Łoś
- Jacek Bonieński – Rosomak
- Michał Wilewicki – Rychu
- Cecilia Ganning – Szwedka
- Marek Czechowski – asystent Szwedki
- Mariusz Romecki – Julian Dajmos
- Natalia Wywioł – Gosia
- Ewelina Polkowska – Mona
- Józef Warchoł – bokser
- Hanna Piotrowska – Żyleta
- Agnieszka Babicz – przedszkolanka
- Marek Wywioł – Maro
- Zbigniew Kułagowski – okulista
- Krzysztof Kluzik – Jurek
- Artur Olejniczak – gość Koniakowskiego
- Cezary Wojnusz – ochroniarz
- Piotr Górka – ochroniarz
- Marcin Wasilewski – pianista
- Jan Stryjniak – prezes
- Łukasz Wójcik – klient w warsztacie
- Piotr Romaniec – sanitariusz
- Jakub Kowalski – sanitariusz
- Grzegorz Żyła – Trevor
- Katarzyna Nowak – Kicia
- Marzena Wasilewska – Kicia
- Oskar Kosowski – krupier
- Ewa Nawrocka – babcia
- Przemysław Semler – klient w barze